# Catapagurus misakiensis
Catapagurus misakiensis is een tienpotigensoort uit de familie van de Paguridae. De wetenschappelijke naam van de soort is voor het eerst geldig gepubliceerd in 1914 door Terao.